# Hugo Ernesto Pérez
Hugo Ernesto Pérez Granados (San Salvador, El Salvador, 8 de noviembre de 1963) es un exfutbolista y entrenador salvadoreño nacionalizado estadounidense. Actualmente se encuentra libre tras su destitución de la selección de El Salvador.

## Primeros años
Pérez nació en El Salvador, donde tanto su abuelo como su padre jugaron profesionalmente en el Club Deportivo FAS, el club con el que Pérez terminaría su carrera. Emigró con su familia a los Estados Unidos cuando tenía 11 años y obtuvo su ciudadanía estadounidense a mediados de la década de 1980.

## Carrera como jugador
En 1982, Pérez firmó con Los Angeles Aztecs de la NASL. También pasó un tiempo con los Tampa Bay Rowdies antes de terminar con los San Diego Sockers. En 1988, fue el MVP del campeonato cuando los Sockers ganaron el campeonato Major Indoor Soccer League. Ese verano se unió al Ajax durante la pretemporada del equipo. El entrenador del Ajax Johan Cruyff expresó interés en ficharlo, pero los Sockers se negaron a liberar a Pérez. En 1989, jugó para Los Angeles Heat de la Western Soccer Alliance.
Cruyff luego intentó trabajar en una transferencia de Pérez al club italiano Parma en 1990, pero Parma necesitaba que Pérez jugara en la Copa del Mundo para obtener un permiso de trabajo. Pérez formó parte de la lista de la Copa del Mundo de 1990, pero cuando el entrenador Gansler dejó a Pérez fuera del equipo que viajó, debido a una lesión, esto anuló el traslado a Italia. En cambio, Pérez se mudó a Francia donde jugó con el Red Star Paris. De Francia, Pérez se mudó al club sueco First Division Örgryte IS y luego al club saudí Al-Ittihad.
En 1994, regresó a los Estados Unidos y jugó en la Copa del Mundo de 1994 y luego jugó para Los Angeles Salsa de la American Professional Soccer League. Hugo jugaba con LA Salsa mientras negociaba un contrato con el C.D FAS. LA Salsa se retiró al final de la temporada de 1994 y Pérez hizo su último movimiento, al club salvadoreño C.D. FAS. En los dos años de Pérez con el club, 1994-1995 y 1995-1996, C.D. FAS ganó el campeonato de El Salvador. Se retiró en 1996 del fútbol profesional.

## Carrera internacional
Fue internacional con la selección de los Estados Unidos entre los años 1984 y 1994. Jugó un total de setenta y tres partidos en los que anotó trece goles. Su destacada participación con la selección nacional lo llevó a ser incluido en el salón de la fama del fútbol estadounidense en 2008.

### Participaciones en Copas del Mundo
| Mundial              | Sede           | Resultado        |
| -------------------- | -------------- | ---------------- |
| Copa Mundial de 1994 | Estados Unidos | Octavos de final |

### Participaciones Selección Sub-20
| Copa                         | Sede   | Resultado     | Partidos | Goles |
| ---------------------------- | ------ | ------------- | -------- | ----- |
| Copa Mundial Juvenil de 1983 | México | Primera Ronda | 3        | 1     |

## Carrera como entrenador
En agosto de 2002, se unió a la Universidad de San Francisco como entrenador asistente del equipo de fútbol masculino. El 7 de diciembre de 2007, California Victory, una franquicia de expansión de la USL First Division, anunció que Pérez se había unido a su plantilla como entrenador asistente.

### Selección sub-15 de los Estados Unidos
Pérez fue entrenador de la Sub-15 del 7 de agosto de 2012 al 23 de agosto de 2014. Posteriormente renunció. Dijo: "Sí, este es mi último campamento, no sé [qué sigue para mí]; eso depende de US Soccer. Obviamente, estoy empleado por ellos y haga lo que haga, estoy abierto a ello. Ha sido un honor trabajar con estos niños y un honor conocerlos".

### Selección de El Salvador
Después de que Albert Roca renunciara como entrenador de El Salvador en julio de 2015, Pérez expresó una vez más su interés en entrenar a la selección salvadoreña. El 21 de agosto de 2015, se anunció que Pérez ha sido contratado como el nuevo entrenador asistente de Jorge Rodríguez. En abril de 2021, luego de haber entrenado a la selección sub-23 de El Salvador, Pérez fue nombrado director técnico de la selección absoluta, siendo el primer estadounidense en entrenar a El Salvador después de 91 años. Bajo su tutela, El Salvador comenzó a reclutar jugadores nacidos en los Estados Unidos de padres salvadoreños, quienes luego formaron una cuarta parte de su lista clasificatoria para la Copa Mundial en 2021. En septiembre de 2023, fue destituido de su cargo luego de caer ante Trinidad y Tobago en la Liga de Naciones de la Concacaf.

## Clubes

### Como jugador
| Club                   | País           | Año       |
| ---------------------- | -------------- | --------- |
| Los Angeles Aztecs     | Estados Unidos | 1982      |
| Tampa Bay Rowdies      | Estados Unidos | 1982-1983 |
| San Diego Sockers      | Estados Unidos | 1983-1984 |
| Los Angeles Heat       | Estados Unidos | 1986-1989 |
| FC Red Star Saint-Ouen | Francia        | 1990      |
| Örgryte IS             | Suecia         | 1990-1991 |
| Al-Ittihad             | Arabia Saudita | 1992-1993 |
| Los Angeles Salsa      | Estados Unidos | 1994      |
| Club Deportivo FAS     | El Salvador    | 1994-1997 |

### Como entrenador
Datos actualizados al 20 de marzo de 2022.
| Club                                 | País           | Año       |
| ------------------------------------ | -------------- | --------- |
| Selección U-14 de los Estados Unidos | Estados Unidos | 2012-2013 |
| Selección U-15 de los Estados Unidos | Estados Unidos | 2012-2014 |
| Selección U-23 de El Salvador        | El Salvador    | 2021      |
| Selección de El Salvador             | El Salvador    | 2021-2023 |

## Palmarés

### Como jugador

#### Campeonatos nacionales
| Título                     | Club               | País           | Año     |
| -------------------------- | ------------------ | -------------- | ------- |
| Major Indoor Soccer League | San Diego Sockers  | Estados Unidos | 1984-85 |
| Major Indoor Soccer League | San Diego Sockers  | Estados Unidos | 1985-86 |
| Major Indoor Soccer League | San Diego Sockers  | Estados Unidos | 1987-88 |
| Major Indoor Soccer League | San Diego Sockers  | Estados Unidos | 1988-89 |
| Major Indoor Soccer League | San Diego Sockers  | Estados Unidos | 1989-90 |
| Primera División           | Club Deportivo FAS | El Salvador    | 1994-95 |
| Primera División           | Club Deportivo FAS | El Salvador    | 1995-96 |

#### Campeonatos internacionales
| Título                  | Selección      | Sede           | Año  |
| ----------------------- | -------------- | -------------- | ---- |
| Copa Oro de la Concacaf | Estados Unidos | Estados Unidos | 1991 |